# Unione Sportiva Campobasso 1976-1977
Questa pagina raccoglie le informazioni riguardanti l'Unione Sportiva Campobasso nelle competizioni ufficiali della stagione 1976-1977.

## Stagione
Il secondo anno è invece il più complicato: la società attraversa una crisi societaria dovuto alla sforzo profuso negli anni precedenti e questo si riflette anche sul mercato partono di Giorgio Blasig e Gesualdo Piacenti troppo costosi per riscattare i cartellini. Il Napoli gira dal Potenza l'attaccante Bracchini e il centrocampista Iovino. Si deve trasferire per le prime partite di Coppa e chiede di giocare le prime due di campionato in trasferta perché allo Stadio Gino Cannarsa di Termoli perché allo Stadio Giovanni Romagnoli cede la curva sud per il sottopassaggio ferroviario. 
Per mesi i calciatori non ricevono lo stipendio e l'allenatore Lino De Petrillo si dimette per la critica situazione societaria e al suo posto viene chiamato dalle giovanili Juan Landolfi. La squadra fin dalla prima parte di stagione deve lottare per non retrocedere, ha un buon rendimento interno, dove però perde lo scontro diretto con l'Alcamo, mentre ha continue battute d'arresto fuori casa. All'ultima giornata a Torre del Greco perde contro una Turris che non ha più niente da chiedere al campionato a un quarto d'ora dalla fine, ma si salva grazie al fatto che l'Alcamo pareggia a Crotone e venendo condannato alla retrocessione per differenza reti. 
In Coppa Italia Semiprofessionisti nonostante i problemi societari riesce ad arrivare fino ai quarti prima di uscire con la Sangiovannese.

## Rosa
| N. |                   | Ruolo | Calciatore            |
| -- | ----------------- | ----- | --------------------- |
|    | Italia (bandiera) | P     | Giovanni Ciaramella   |
|    | Italia (bandiera) | P     | Massimo Migliorini    |
|    | Italia (bandiera) | D     | Giancarlo Carloni     |
|    | Italia (bandiera) | D     | Flavio Malagamba      |
|    | Italia (bandiera) | D     | Rocco Antonio Parasmo |
|    | Italia (bandiera) | D     | Vincenzo Pilone       |
|    | Italia (bandiera) | D     | Michele Scorrano      |
|    | Italia (bandiera) | D     | Vincenzo Urbani       |
|    | Italia (bandiera) | C     | Angelo Amadori        |
|    | Italia (bandiera) | C     | Paolo Bassi           |

| N. |                   | Ruolo | Calciatore             |
| -- | ----------------- | ----- | ---------------------- |
|    | Italia (bandiera) | C     | Mauro Bencivenga       |
|    | Italia (bandiera) | C     | Gabriele Bolognesi     |
|    | Italia (bandiera) | C     | Vincenzo Iovino        |
|    | Italia (bandiera) | C     | Bruno Pinna (capitano) |
|    | Italia (bandiera) | C     | Giuseppe Silva         |
|    | Italia (bandiera) | A     | Crescenzo Bentivoglio  |
|    | Italia (bandiera) | A     | Gabrio Bracchini       |
|    | Italia (bandiera) | A     | Claudio Capogna        |
|    | Italia (bandiera) | A     | Bruno Colitti          |
|    | Italia (bandiera) | A     | Alberto Medeot         |

## Calciomercato

### Sessione estiva
| Acquisti | Acquisti         | Acquisti | Acquisti   |
| R.       | Nome             | da       | Modalità   |
| -------- | ---------------- | -------- | ---------- |
| D        | Flavio Malagamba | Torres   | definitivo |
| C        | Vincenzo Iovino  | Napoli   | definitivo |
| A        | Gabrio Bracchini | Napoli   | definitivo |

| Cessioni | Cessioni          | Cessioni | Cessioni      |
| R.       | Nome              | a        | Modalità      |
| -------- | ----------------- | -------- | ------------- |
| C        | Gesualdo Piacenti | Roma     | fine prestito |
| A        | Giorgio Blasig    | Modena   | fine prestito |
| A        | Claudio De Libero |          | fine carriera |
| A        | Antonio Patalano  |          | svincolato    |
| A        | Bortolo Qualano   | Marsala  | definitivo    |

## Risultati

### Serie C

#### Girone d'andata
| Arbitro: | Chini (Mantova) |

|                          |           |  |
| Ferretti 53’ Polizzo 71’ | Marcatori |  |

| Arbitro: | Morganti (Ascoli Piceno) |

|               |           |                        |
| Cassarino 70’ | Marcatori | 26’ Medeot 67’ Amadori |

| Arbitro: | Vinci (Messina) |

|                          |           |  |
| Medeot 59’ Bracchini 63’ | Marcatori |  |

| Arbitro: | Manfredini (Pavia) |

|             |           |  |
| Billeci 81’ | Marcatori |  |

| Arbitro: | Gazzari (Macerata) |

|             |           |  |
| Capogna 46’ | Marcatori |  |

| Arbitro: | Armienti (Salerno) |

|                         |           |  |
| Aprile 45’ Picat Re 65’ | Marcatori |  |

| Arbitro: | Stillacci (Torino) |

|                        |           |  |
| Capogna 34’ Medeot 77’ | Marcatori |  |

| Arbitro: | Redini (Pisa) |

|                        |           |               |
| Capogna 52’ Medeot 62’ | Marcatori | 55’ Marcolini |

| Arbitro: | Tubertini (Bologna) |

|                                       |           |            |
| Mujesan 6’ Marchi 22’ Di Prospero 64’ | Marcatori | 85’ Iovino |

| Arbitro: | Angelelli (Terni) |

|            |           |  |
| Medeot 88’ | Marcatori |  |

| Arbitro: | Stringaro (Udine) |

|                        |           |  |
| Arienti 4’ Tripodi 67’ | Marcatori |  |

| Arbitro: | Foschi (Forlì) |

|                        |           |  |
| Amadori 35’ Medeot 60’ | Marcatori |  |

| Arbitro: | Ballerini (La Spezia) |

|                        |           |            |
| Piras 29’ Gravante 65’ | Marcatori | 10’ Medeot |

| Campobasso 26 gennaio 1977 14ª giornata | Campobasso       | 0 – 0 referto | Trapani | Stadio Giovanni Romagnoli\| Arbitro: \| Lauretano (Roma) \| |
| Arbitro:                                | Lauretano (Roma) |               |         |                                                             |

| Arbitro: | Casella (Voghera) |

|            |           |              |
| Medeot 31’ | Marcatori | 79’ Belluzzi |

| Arbitro: | Gazzari (Macerata) |

|          |           |             |
| Zanin 5’ | Marcatori | 76’ Capogna |

| Arbitro: | Materassi (Firenze) |

|  |           |                      |
|  | Marcatori | 30’ Penzo 64’Asnicar |

| Arbitro: | Patrussi (Arezzo) |

|             |           |  |
| Torrisi 62’ | Marcatori |  |

| Arbitro: | Zuffi (Ravenna) |

|                      |           |            |
| Bolognesi 68’ (rig.) | Marcatori | 79’ Barone |

#### Girone di ritorno
| Campobasso 30 gennaio 1977 20ª giornata | Campobasso      | 0 – 0 referto | Messina | Stadio Giovanni Romagnoli\| Arbitro: \| Simini (Torino) \| |
| Arbitro:                                | Simini (Torino) |               |         |                                                            |

| Campobasso 6 febbraio 1977 21ª giornata | Campobasso       | 0 – 0 referto | Marsala | Stadio Giovanni Romagnoli\| Arbitro: \| Vitali (Bologna) \| |
| Arbitro:                                | Vitali (Bologna) |               |         |                                                             |

| Cosenza 13 febbraio 1977 22ª giornata | Cosenza            | 0 – 0 referto | Campobasso | Stadio San Vito\| Arbitro: \| Gazzari (Macerata) \| |
| Arbitro:                              | Gazzari (Macerata) |               |            |                                                     |

| Arbitro: | Stillacci (Torino) |

|  |           |                |
|  | Marcatori | 30’ Indelicato |

| Arbitro: | Agate (Torino) |

|                          |           |           |
| De Foglio 2’ Tedolfi 31’ | Marcatori | 51’ Pinna |

| Arbitro: | Soncini (Bologna) |

|             |           |  |
| Capogna 82’ | Marcatori |  |

| Arbitro: | Mondoni (Milano) |

|                  |           |  |
| Bozzi 71’ (rig.) | Marcatori |  |

| Arbitro: | Colasanti (Roma) |

|  |           |               |
|  | Marcatori | 60’ Bracchini |

| Campobasso 27 marzo 1977 28ª giornata | Campobasso           | 0 – 0 referto | Salernitana | Stadio Giovanni Romagnoli\| Arbitro: \| Cornegliani (Milano) \| |
| Arbitro:                              | Cornegliani (Milano) |               |             |                                                                 |

| Arbitro: | Canesi (Cremona) |

|                  |           |             |
| Facchiniello 42’ | Marcatori | 84’ Capogna |

| Campobasso 10 aprile 1977 30ª giornata | Campobasso       | 0 – 0 referto | Brindisi | Stadio Giovanni Romagnoli\| Arbitro: \| Filippi (Milano) \| |
| Arbitro:                               | Filippi (Milano) |               |          |                                                             |

| Arbitro: | Tubertini (Bologna) |

|                    |           |                    |
| Parasmo 69’ (aut.) | Marcatori | 74’ (aut.) Cariati |

| Campobasso 24 aprile 1977 32ª giornata | Campobasso        | 1 – 0 referto | Crotone | Stadio Giovanni Romagnoli\| Arbitro: \| Falzier (Treviso) \| |
| Arbitro:                               | Falzier (Treviso) |               |         |                                                              |

| Arbitro: | Lazzaroni (Abbiategrasso) |

|                        |           |  |
| Todaro 27’ Banella 50’ | Marcatori |  |

| Reggio Calabria 15 maggio 1977 34ª giornata               | Reggina   | 1 – 1 referto | Campobasso | Stadio Comunale |
| \| \| \| \| \| Spinella 85’ \| Marcatori \| 77’ Medeot \| |           |               |            |                 |
|                                                           |           |               |            |                 |
| Spinella 85’                                              | Marcatori | 77’ Medeot    |            |                 |

| Campobasso 22 maggio 1977 35ª giornata | Campobasso       | 0 – 0 referto | Paganese | Stadio Giovanni Romagnoli\| Arbitro: \| Artiaco (Padova) \| |
| Arbitro:                               | Artiaco (Padova) |               |          |                                                             |

| Bari 29 maggio 1977 36ª giornata | Bari            | 0 – 0 referto | Campobasso | Stadio della Vittoria\| Arbitro: \| Simini (Torino) \| |
| Arbitro:                         | Simini (Torino) |               |            |                                                        |

| Arbitro: | Morganti (Ascoli Piceno) |

|                                |           |  |
| Bolognesi 59’ (rig.) Pinna 82’ | Marcatori |  |

| Arbitro: | Mondoni (Milano) |

|           |           |  |
| Rossi 74’ | Marcatori |  |

### Coppa Italia Semiprofessionisti

#### Fase a gironi
| Arbitro: | Jacobelli (Catania) |

|           |           |  |
| Bassi 48’ | Marcatori |  |

| Arbitro: | Garai (Palermo) |

|               |           |  |
| Bracchini 36’ | Marcatori |  |

| 29 agosto 1976 3ª giornata |  | – Il Campobasso riposa |  |  |

| Arbitro: | Pieroni (Jesi) |

|              |           |  |
| Speranza 79’ | Marcatori |  |

| Arbitro: | Lauretano (Roma) |

|               |           |                                       |
| Ianniello 47’ | Marcatori | 30’ Pinna 65’ Bolognesi 69’ Bracchini |

| 8 settembre 1976 6ª giornata |  | – Il Campobasso riposa |  |  |

#### Sedicesimi di finale
| Squadra 1 | Totale | Squadra 2  | Andata | Ritorno    |
| --------- | ------ | ---------- | ------ | ---------- |
| Sorrento  | 2 - 3  | Campobasso | 2 - 2  | 0 - 1(dts) |

| Arbitro: | Luigi Altobelli (Roma) |

|                      |           |                 |
| Famiglietti 43’, 57’ | Marcatori | 4’, 32’ Capogna |

| Arbitro: | Materassi (Firenze) |

|              |           |  |
| Capogna 105’ | Marcatori |  |

#### Ottavi di finale
| Squadra 1  | Totale | Squadra 2  | Andata | Ritorno |
| ---------- | ------ | ---------- | ------ | ------- |
| Campobasso | 3 - 1  | Giulianova | 2 - 0  | 1 - 1   |

| Arbitro: | Manfredini (Pavia) |

|                            |           |  |
| Medeot 54’ Bentivoglio 67’ | Marcatori |  |

| Arbitro: | Prato (Lecce) |

|               |           |                       |
| Canzanese 69’ | Marcatori | 80’ (aut.) Palandrani |

#### Quarti di finale
| Squadra 1     | Totale | Squadra 2  | Andata | Ritorno    |
| ------------- | ------ | ---------- | ------ | ---------- |
| Sangiovannese | 2 - 1  | Campobasso | 0 - 0  | 2 - 1(dts) |

| San Giovanni Valdarno 30 marzo 1977 Quarti di finale-Andata | Sangiovannese     | 0 – 0 | Campobasso | Stadio Comunale\| Arbitro: \| Angelelli (Terni) \| |
| Arbitro:                                                    | Angelelli (Terni) |       |            |                                                    |

| Arbitro: | Altobelli (Roma) |

|             |           |                           |
| Capogna 60’ | Marcatori | 71’ Ravenni 111’ Facchini |

## Statistiche

### Statistiche di squadra
| Competizione                    | Punti | In casa | In casa | In casa | In casa | In casa | In casa | In trasferta | In trasferta | In trasferta | In trasferta | In trasferta | In trasferta | Totale | Totale | Totale | Totale | Totale | Totale | DR |
| Competizione                    | Punti | G       | V       | N       | P       | Gf      | Gs      | G            | V            | N            | P            | Gf           | Gs           | G      | V      | N      | P      | Gf     | Gs     | DR |
| ------------------------------- | ----- | ------- | ------- | ------- | ------- | ------- | ------- | ------------ | ------------ | ------------ | ------------ | ------------ | ------------ | ------ | ------ | ------ | ------ | ------ | ------ | -- |
| Serie C                         | 36    | 19      | 9       | 8       | 2       | 16      | 6       | 19           | 2            | 6            | 11           | 10           | 24           | 38     | 11     | 14     | 13     | 26     | 30     | -4 |
| Coppa Italia Semiprofessionisti | 6     | 5       | 4       | 0       | 1       | 6       | 2       | 5            | 1            | 3            | 1            | 6            | 5            | 10     | 5      | 1      | 4      | 12     | 7      | +5 |
| Totale                          | -     | 24      | 13      | 8       | 3       | 22      | 8       | 24           | 3            | 9            | 12           | 16           | 30           | 48     | 16     | 14     | 18     | 38     | 37     | +1 |

### Statistiche dei giocatori
| Giocatore      | Serie C  | Serie C | Coppa Italia Semiprofessionisti | Coppa Italia Semiprofessionisti | Totale   | Totale |
| Giocatore      | Presenze | Reti    | Presenze                        | Reti                            | Presenze | Reti   |
| -------------- | -------- | ------- | ------------------------------- | ------------------------------- | -------- | ------ |
| A. Amadori     | 18       | 2       | 6                               | 0                               | 24       | 2      |
| P. Bassi       | 27       | 0       | 8                               | 1                               | 35       | 1      |
| M. Bencivenga  | 5        | 0       | 4                               | 0                               | 9        | 0      |
| C. Bentivoglio | 1        | 0       | 4                               | 1                               | 5        | 1      |
| G. Bolognesi   | 32       | 3       | 6                               | 1                               | 38       | 4      |
| G. Bracchini   | 25       | 2       | 6                               | 2                               | 31       | 4      |
| C. Capogna     | 32       | 6       | 5                               | 4                               | 37       | 10     |
| G. Carloni     | 38       | 0       | 8                               | 0                               | 46       | 0      |
| G. Ciaramella  | 14       | -12     | 6                               | -4                              | 20       | -16    |
| B. Colitti     | 0        | 0       | 0                               | 0                               | 0        | 0      |
| V. Iovino      | 22       | 1       | 5                               | 0                               | 27       | 1      |
| Di. Malagamba  | 8        | 0       | 9                               | 0                               | 17       | 0      |
| A. Medeot      | 32       | 9       | 8                               | 1                               | 40       | 10     |
| M. Migliorini  | 25       | -20     | 4                               | -3                              | 29       | -23    |
| R. Parasmo     | 22       | 0       | 5                               | 0                               | 27       | 0      |
| V. Pilone      | 32       | 0       | 6                               | 0                               | 38       | 0      |
| B. Pinna       | 31       | 2       | 9                               | 1                               | 40       | 3      |
| M. Scorrano    | 30       | 0       | 9                               | 0                               | 39       | 0      |
| S. Giuseppe    | 19       | 0       | 9                               | 0                               | 28       | 0      |
| V. Urbani      | 34       | 1       | 7                               | 0                               | 41       | 1      |